# أندي هيغينز
أندي هيغينز (بالإنجليزية: Andy Higgins)‏ (21 سبتمبر 1993 في أستراليا - ) هو لاعب كرة قدم أسترالي في مركز جناح ‏. لعب مع نادي برث غلوري ونادي بورتسموث وPerth RedStar FC ‏.

## وصلات خارجية
- أندي هيغينز على موقع قاعدة بيانات كرة القدم.إي يو (الإنجليزية)
- أندي هيغينز على موقع Soccerbase.com (لاعب) (الإنجليزية)
- أندي هيغينز على موقع Soccerway.com (الإنجليزية)